# Карло II Савојски
Карло Ђовани Амедео Савојски, познат и као Карло II Савојски (Торино, 23. јун 1488 – Монкалијери, 16. април 1496), био је дете које је накратко наследило титуле војводе од Савоје, принца од Пијемонта и грофа од Аосте, Моријане и Нице од 1490. до 1496. године, Био је и титуларни краљ Кипра и Јерусалима. У династичком нумерисању, мали Карло Ђовани Амедео се понекад помиње као Карло II, титула која је генерално резервисана за његовог наследника и рођака Карла II Савојског.

## Биографија

### Детињство и младост
Син војводе Карла I, петог војводе од Савоје, и војвоткиње Бјанке од Монферата, рођен је у Торину 23. јуна 1488. године.
Био је још дете када је наследио свог оца; оно што је нагнало његове рођаке, грофа од Бреше и његову браћу, грофа од Женеве и надбискупа од Ауша, да поново започну грађански рат.

### Кратка владавина
Након озбиљних побуна, сазвана је Генерална скупштина и договорено је да се намесништво да његовој мајци војвоткињи Бјанки од Монферата, жени јаког карактера. Али маркиз Лудовико II од Салуца и господар Ракониђија устали су против Савојске државе и затражили помоћ од Лодовика Сфорце, војводе од Милана. Преселио је и наметнуо реституцију имовине маркизима од Салуца и господарима Раконигија и Кардета.
Нови избор бискупа женевског такође је подстакао раздор и подигао оружје.

### Смрт
У међувремену, несрећа је задесила младог војводу Карла II који је умро у замку Монкалијери 16. априла 1496. године, павши са кревета и сахрањен је у саборној цркви Санта Марија дела Скала.
Чињеницу да никада није могао директно да врши власт као војвода од Савоје многи сматрају разлогом зашто се његово војводско име не може повезати са атрибутом „други“, који припада ономе који је у многим текстовима погрешно назначен као Карло III .
Под намесништвом војвоткиње Бјанке од Монферата, Савојски двор је по први пут успоставио своју резиденцију у Торину које је касније остало жељено седиште суверена Пијемонта.